# Sempakata
Sempakata is een bestuurslaag in het regentschap Medan van de provincie Noord-Sumatra, Indonesië. Sempakata telt 10.947 inwoners (volkstelling 2010).